# Mary Gauthier
Mary Gauthier (Mary Veronica Gauthier, født den 11. marts 1962 i New Orleans, Louisiana, USA) er en amerikansk singer-songwriter.

## Tidligt liv
Gauthier har aldrig kendt sin mor. Efter fødslen efterlod hendes mor hende på et børnehjem, hvor hun boede indtil hun året efter blev adopteret ind i en disharmonisk katolsk familie. Det gav hende en traumatisk opvækst i Baton Rouge med en alkoholiseret far og en grædende mor. 
Hun havde tidligt massive problemer, hun kæmpede med stoffer og druk, løb hjemmefra som 15-årig og tilbragte sin 18-års fødselsdag i fængsel. Senere forsøgte hun sig med at læse filosofi på universitetet og drev en årrække en restaurant i Boston. 
I 1990 stoppede hun sit misbrug, der havde tjent som dulmende medicin mod adoptivbarnets smerter, og erstattede det med en personlig udviklingsrejse faciliteret af musik og sangskrivning.

## Karriere
Mary Gauthier begyndte seriøst at skrive sange som 32-årig og udgav sit første album i 1997. Dermed startede også inkasseringen af mange hædersbevisninger og priser, og siden har mange kunstnere indspillet coverversioner af hendes numre.
I maj 2006 citerede og afspillede Bob Dylan i sin tredje udsendelse på XM Satellite Radio i serien "Theme Time Radio Hour" hendes nummer "I Drink", et nummer hun selv betegner som stort og som en døråbner for hende.
I 2010 udgav hun det selvbiografiske album The Foundling. Hun præsenterede selv indholdet sådan:
På the Foundling fortæller sangene historien om et barn der blev forladt ved fødslen, som tilbragte et år på børnehjem og blev adopteret, som løb hjemmefra og endte i underholdningsbranchen, som søgte efter sine forældre sent i livet, fandt en og blev afvist, som kom igennem på den anden side af alt dette og stadig troede på kærligheden.
Hendes daværende selskab, Lost Highway Records, sagde fra da hun henvendte sig med ideen om at udgive et album om adoption. Hun henvendte sig derpå til Cowboy Junkies' sangskriver og guitarist,  Michael Timmins, der blev hendes producer på albummet, som hun selv udgav.
Marys første live-album udkom i 2012. Samme år gav hun sin første koncert i Danmark, som hun fik 6 stjerner for af Gaffas  Morten Ebert Larsen.

## Diskografi
- Dixie Kitchen (1997)
- Drag Queens in Limousines (1999)
- Filth and Fire (2002)
- Mercy Now (2005)
- Between Daylight and Dark (2007)
- Genesis (The Early Years) (2008) - opsamlingsalbum
- The Foundling (2010)[9]
- The Foundling Alone (2011) - akustisk
- Live at Blue Rock (2012)
- Trouble and Love (2014)